# Raymond Rajaonarivelo
Raymond Rajaonarivelo és un director de cinema malgaix.

## Biografia
Raymond Rajaonarivelo va néixer a Antananarivo en 1949. Va estudiar direcció cinematogràfica en la Universitat de Montpeller i a la Universitat de París.
En la dècada de 1970, va realitzar dos curtmetratges malgaixos. El seu primer llargmetratge, Tabataba (1988), va contar la història d'un poble a l'aixecament malgaix de 1947. Va ser la primera pel·lícula de Madagascar que es va projectar en el Festival de Cinema de Cannes, on va guanyar el Premi del Público en l'edició de 1988. També va guanyar el premi del jurat al Taormina Film Fest 1989 i el premi al primer llargmetratge al Festival de Cinema de Cartago 1989.

## Filmografia
Curtmetratges
- 1974 : Izaho lokanga, ianao valiha
- 1980 : Babay sa lohovohitra
- 1994 : Le jardin des corps

Llargmetratges
- 1988 : Tabataba (Rumeur), seleccionat a la Quinzena de Cineastes al Festival de Canes
- 1996 : Quand les étoiles rencontrent la mer
- 2005 : Mahaleo, codirigida amb Marie-Clémence Paes i Cesar Paes